# Circuit des 24 Heures
Der Circuit des 24 Heures ist die über 13 km lange teilpermanente Motorsport-Rennstrecke, auf der das 24-Stunden-Rennen von Le Mans ausgetragen wird. Nach dem Fluss Sarthe und dem Département Sarthe wurde der Kurs auch als Circuit de la Sarthe bezeichnet.
Die Rennstrecke besteht zum größten Teil (9,207 km) aus im Rennbetrieb abgesperrten öffentlichen Landstraßen bei Le Mans, zusätzlich 4,419 km permanenter Rennstrecke sowie den Boxenanlagen, die auch für den kurzen Rundkurs Circuit Bugatti genutzt werden. Die Hochgeschwindigkeitsstrecke wird im Uhrzeigersinn befahren und hat einen Vollgasanteil von über 85 %. Sie gilt entsprechend als eine Herausforderung für die Fahrer und Rennwagen sowie deren Motoren, Antriebskomponenten, Bremsen und Fahrwerke.

## Streckenhistorie

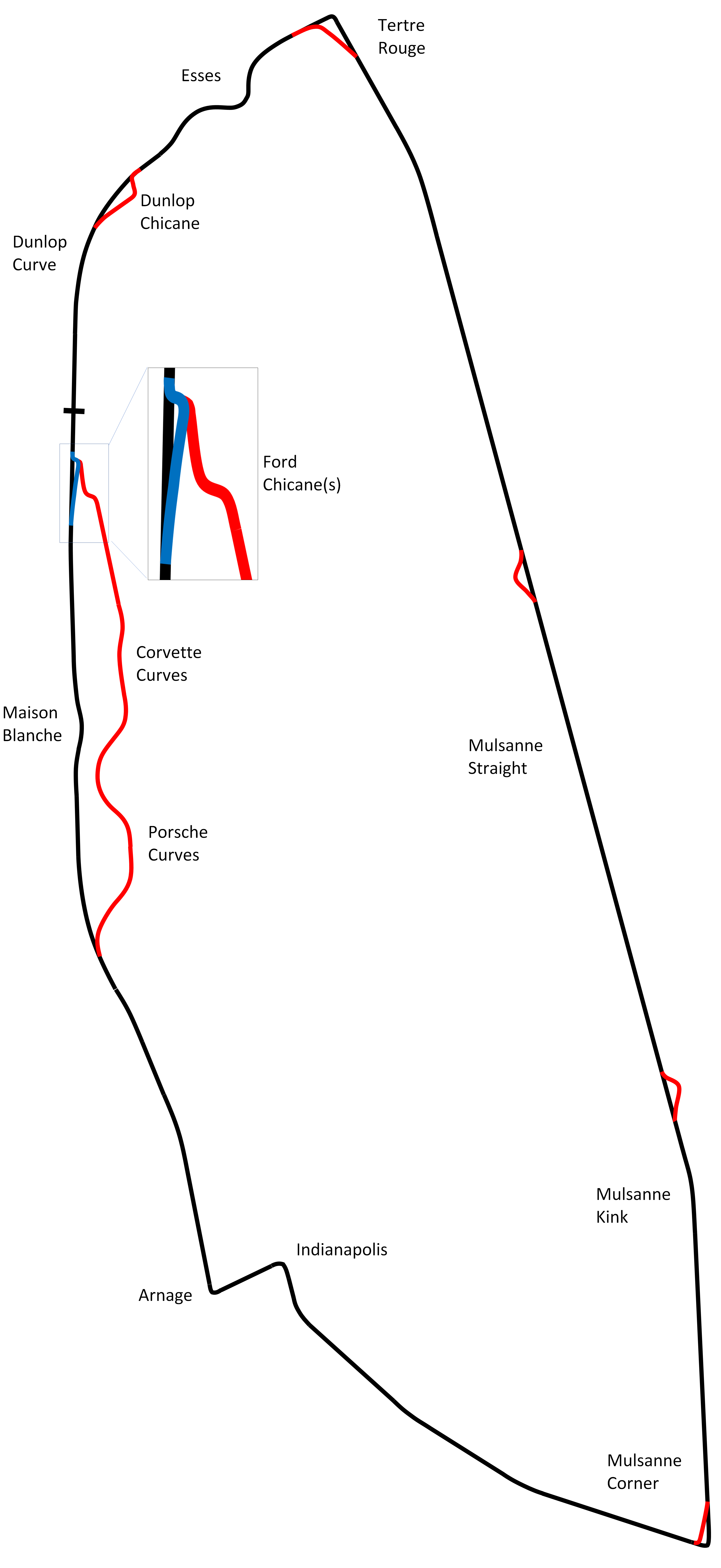
Evolution des Streckenlayout

Die Strecke verband ursprünglich die Orte Le Mans, Mulsanne im Süden und Arnage im Südwesten. Beim ersten Rennen 1923 und in den 1920er Jahren führte die Strecke von der damaligen Boxenanlage in der Rue de Laigné direkt in die Innenstadt von Le Mans und verließ nach einer engen Rechtskurve in der Nähe der Brücke Pontlieu über eine lange Gerade wieder die Stadt. Die Straße heißt heute Avenue Georges Durand, benannt nach Georges Durand, einem der Gründer des Rennens.
1929 wurde die 17,262 km lange und damals unbefestigte Strecke innerhalb der Innenstadt um 922 m verkürzt. Ab 1932 wurde die Innenstadt sogar komplett gemieden. Die Strecke führte über den damals neuen Streckenabschnitt durch den heute berühmten Dunlop-Bogen, über die Kurven-Kombination Esses bis zur Tertre Rouge. Diese Streckenvariante war 13,492 km lang und wurde so unverändert bis zu der Katastrophe von Le Mans 1955 befahren.
Für 300 Millionen alte französische Francs wurden 1956 die Boxenanlagen modernisiert, aber Fahrbahn und Boxengasse wurden weitere zwei Jahrzehnte nicht – wie mittlerweile üblich – getrennt. Die zentrale Ampelanlage und der Turm für die Flaggenzeichen wurde an das Ende der Mulsanne-Kurve verlegt.
Mit den schneller werdenden Fahrzeugen in den 1960er Jahren gab es besonders bei den Testfahrten im April viele Todesfälle und die Strecke kam immer mehr in die Kritik. 1965 wurde die moderne, kleinere permanente Rennstrecke Circuit Bugatti eröffnet. Beide Strecken teilen sich die Boxengasse, die Boxengassenanlage und die erste Kurve mit dem berühmten Dunlop-Bogen. Ab 1968 wurde eine zusätzliche Schikane (Ford-Schikane) befahren, hierdurch werden die Fahrzeuge kurz vor der Boxengasse eingebremst. 1969 erhielt die Strecke Leitplanken. 1972 wurde durch den Bau der Porsche-Kurven der schnelle und gefährliche Abschnitt Maison Blanche umgangen. Den Porsche-Kurven folgen die Corvette-Kurven, eine schnelle links-rechts Kombination, die zur Ford Schikane hinführt.
Die Strecke ist berühmt für ihre 6 km lange Gerade, die auf der öffentlichen Straße Ligne Droite des Hunaudières verläuft, einem Teil der Route départementale D338 (1973–2006 Route nationale N138 / 1824–1973 N158). Diese Gerade führt direkt in die Ortschaft Mulsanne und wird deswegen oft im englischen Sprachgebrauch Mulsanne Straight genannt, obwohl die Route du Mulsanne eigentlich nach Arnage führt. In den späten 1980er Jahren wurden hier Höchstgeschwindigkeiten von über 400 km/h erreicht, was aber in Kombination mit dem steigenden Anpressdruck zu vermehrten Reifenschäden führte. Die offizielle Rekordmarke hält der Franzose Roger Dorchy, der 1988 mit einem WM P87 mit 2,8-Liter-Peugeot-Turbomotor und Michelin-Spezialreifen eine Höchstgeschwindigkeit von 405 km/h erreichte. 1990 wurden aus Sicherheitsgründen auf dieser Geraden zwei Schikanen eingebaut, um die erreichbare Höchstgeschwindigkeit zu reduzieren. Im selben Jahr gab die FIA bekannt, dass Rennstrecken mit Geraden länger als 2 km keine Streckenlizenz mehr erhalten.
Infolge des 2013 tödlich verunglückten Allan Simonsen am Ausgang von Tertre Rouge auf die Mulsanne Straight wurde die Kurve neu gestaltet. Die Kurve wurde um 1,5 m weiter nach innen gezogen und der Kurvenradius wurde auf 200 m Länge geändert. Die Leitplanke wurde auf 150 m Länge ebenfalls um 1,5 m nach innen gezogen und zusätzlich mit einer doppelten Reihe Reifenstapel ausgestattet. Der Rennfahrer in seinem Aston Martin Vantage hatte auf teils noch nasser Fahrbahn die Kontrolle über sein Fahrzeug verloren und schlug nach einem 180 Grad Dreher mit der Beifahrerseite in die nicht mit Reifenstapeln gesicherte Leitplanke ein. Dazu traf das Fahrzeug auf einen massiven Baum direkt hinter der Leitplanke, wie spätere Untersuchungen ergaben. Daher hatte diese keine Möglichkeit sich zu verformen und die Energie die Aufpralls zu absorbieren. Simonsen traf den Baum mit tödlichen 77 g.
Die Durchschnittsgeschwindigkeit in der Qualifikation fiel 1993 von 249 auf 243 km/h und stieg dann bis 2008 wieder bis 247 km/h und übertraf 2017 mit 251,882 km/h erstmals die auf dem Layout ohne Schikanen mit dem Porsche 962C erreichten 251,815 km/h.

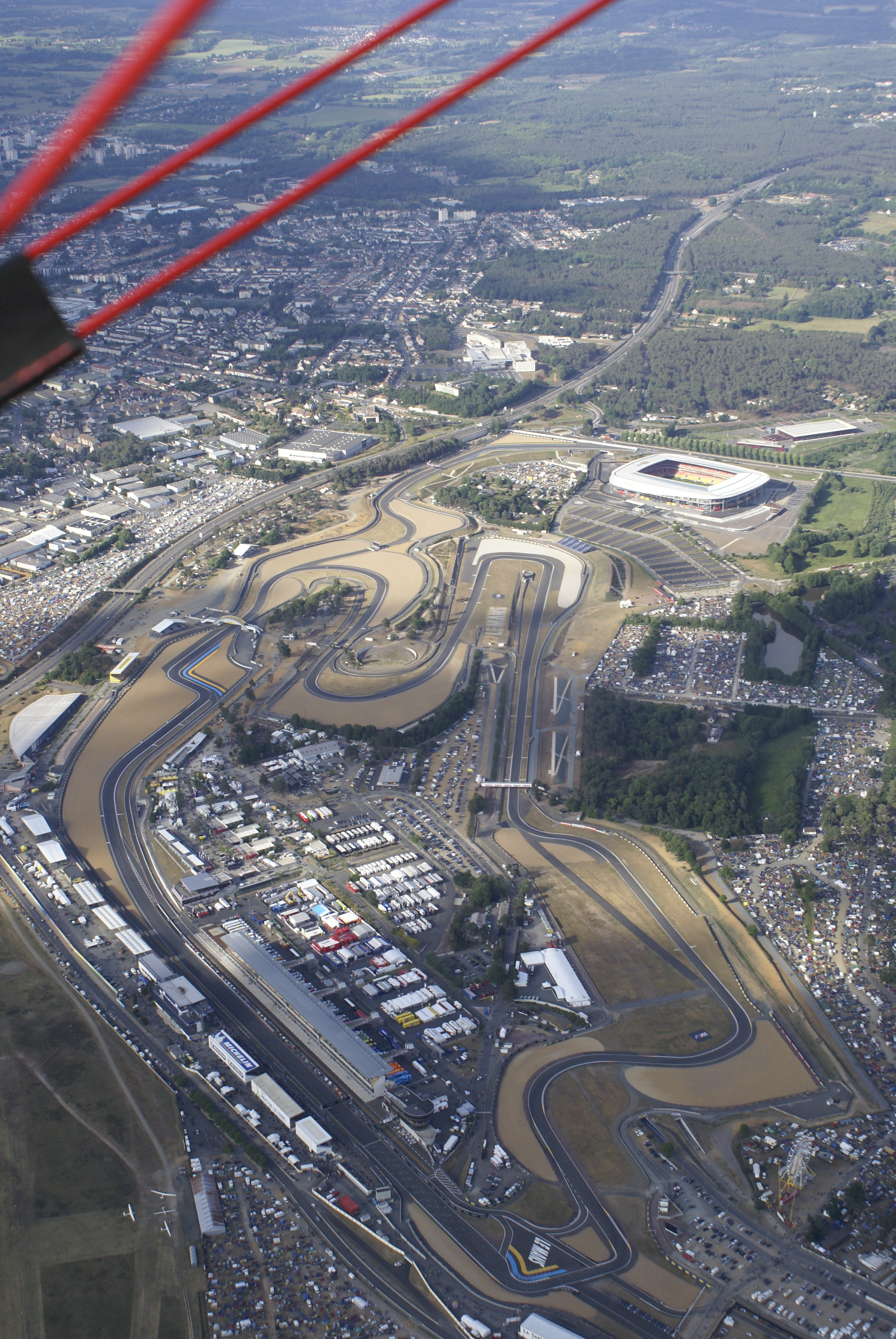
Luftbild vom Fahrerlager und Boxenbereich.
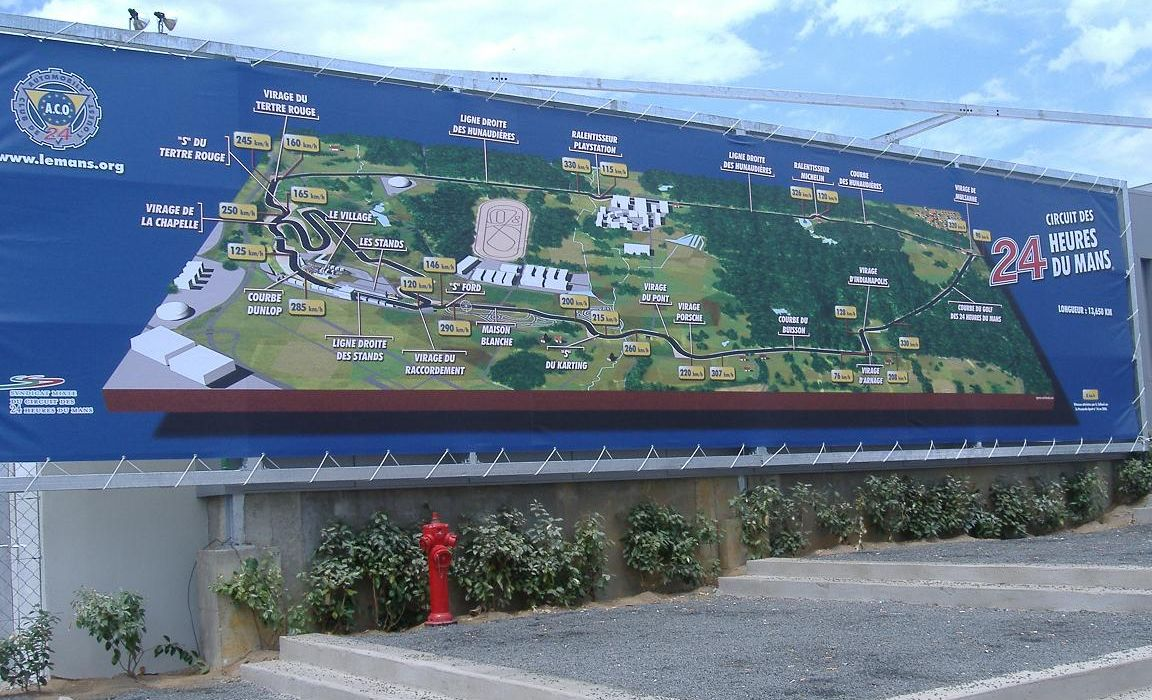
Ein Plakat mit der Streckenübersicht.
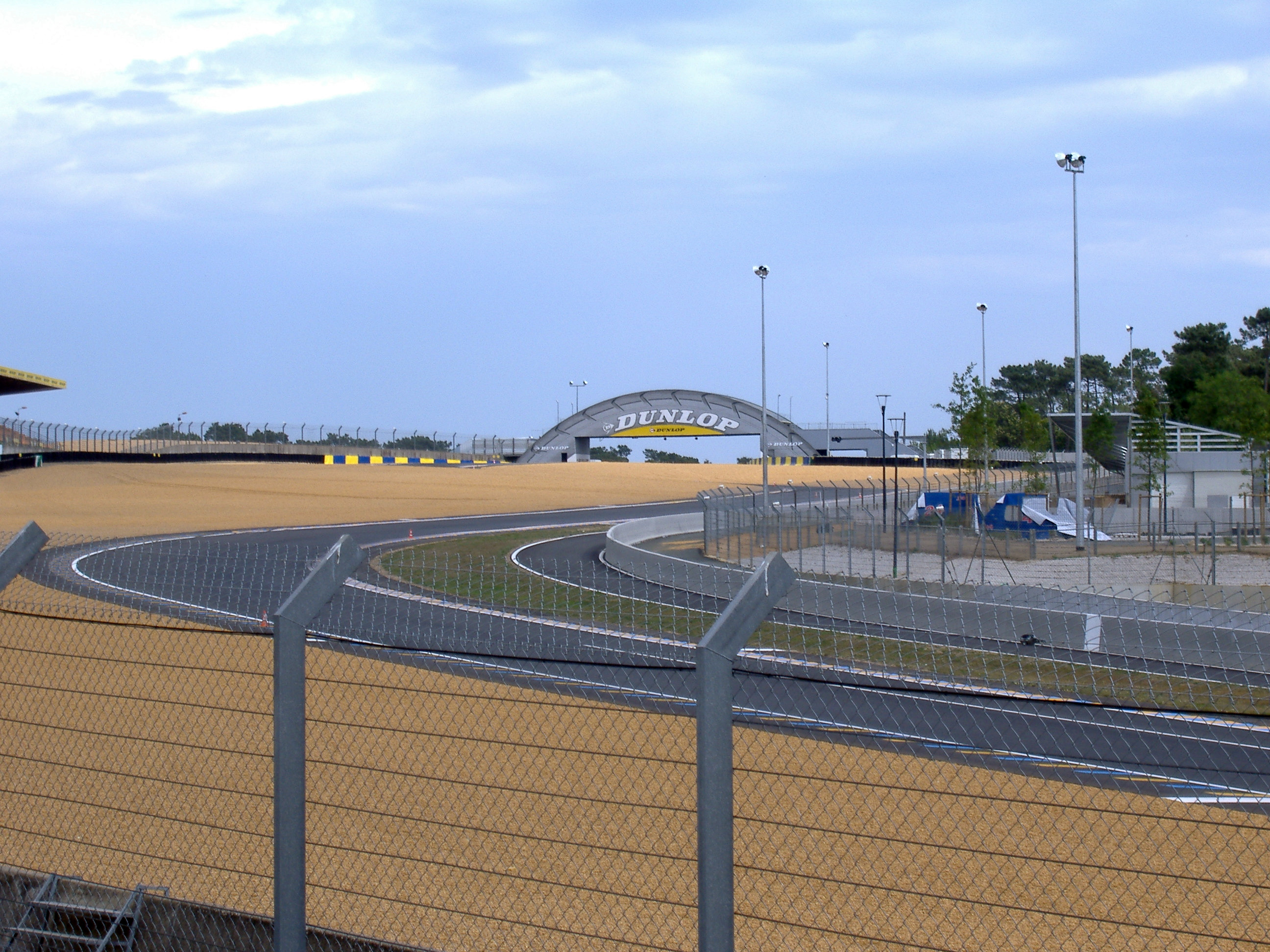
Die Auslaufzonen vor der Dunlop-Brücke.
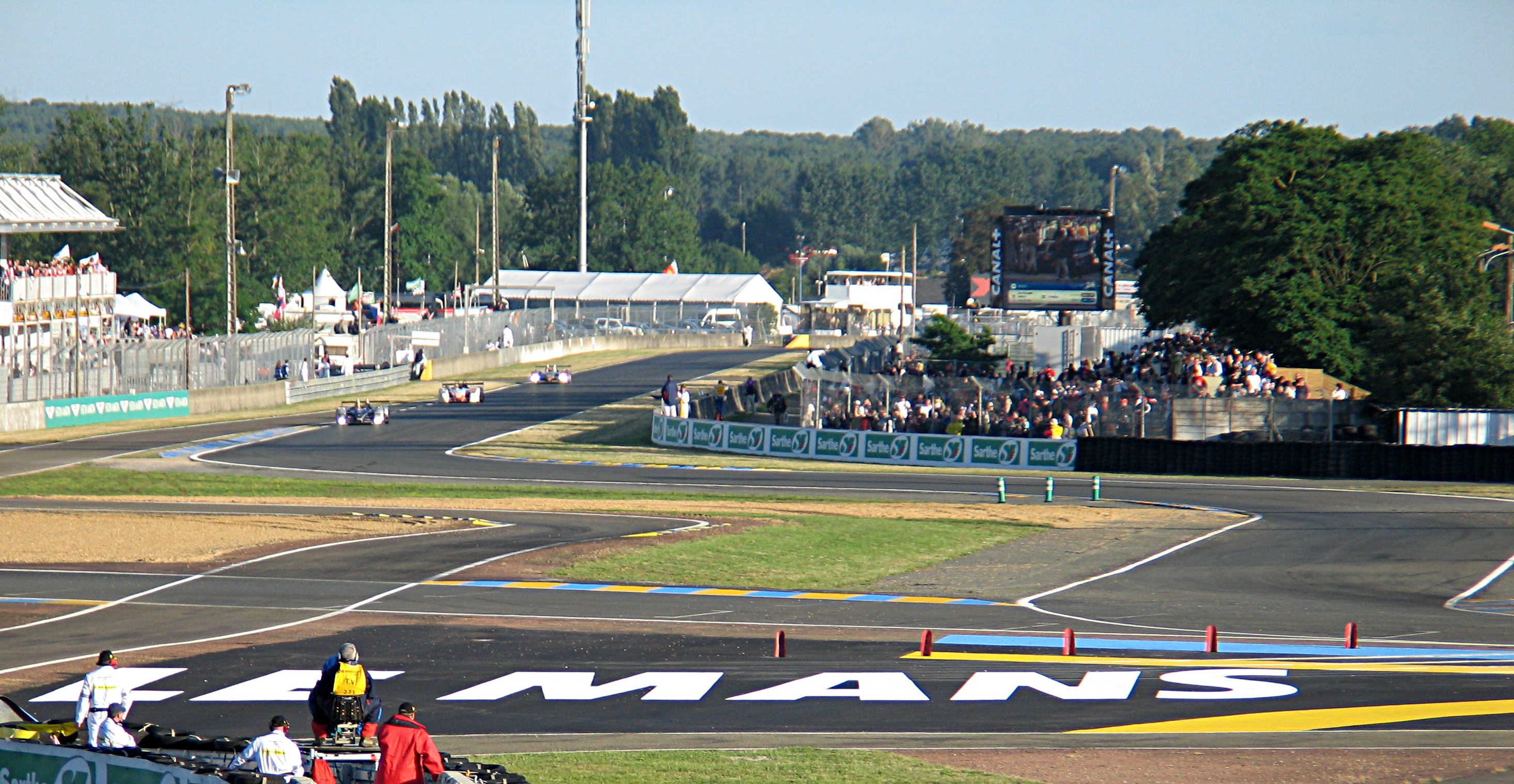
Die Ford-Schikane.
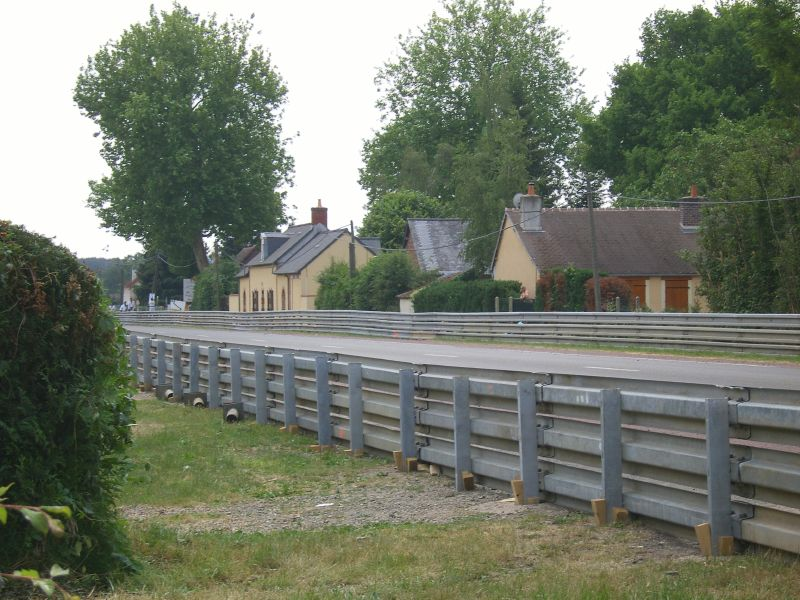
Ein großer Teil der Strecke läuft über die Sarthe Route Départementale D338.

## Streckenrekorde
| Rekord- jahr | Streckenvariante | Streckenvariante | Streckenvariante | Distanzrekord        | Distanzrekord      | Distanzrekord      | Distanzrekord                      | Distanzrekord | Schnellste Rennrunde  | Schnellste Rennrunde    | Schnellste Rennrunde | Schnellste Qualifikationsrunde | Schnellste Qualifikationsrunde | Schnellste Qualifikationsrunde |
| Rekord- jahr | Nr.              | Zeitraum         | Länge            | Fahrer               | Fahrer             | Fahrer             | Fahrzeug                           | Strecke       | Fahrer                | Fahrzeug                | Zeit                 | Fahrer                         | Fahrzeug                       | Zeit                           |
| ------------ | ---------------- | ---------------- | ---------------- | -------------------- | ------------------ | ------------------ | ---------------------------------- | ------------- | --------------------- | ----------------------- | -------------------- | ------------------------------ | ------------------------------ | ------------------------------ |
| 1928         | 1.               | 1923–1928        | 17,262 km        | Woolf Barnato        | Glen Kidston       | Glen Kidston       | Bentley 4 ½ Litre „Old Mother Gun“ | 2669,27 km    | Tim Birkin            | Bentley 4 ½ Litre       | 8:07,000             | –                              | –                              | –                              |
| 1930         | 2.               | 1929–1931        | 16,340 km        | –                    | –                  | –                  | –                                  | –             | Tim Birkin            | Bentley Speed Six       | 6:48,000             | –                              | –                              | –                              |
| 1931         | 2.               | 1929–1931        | 16,340 km        | Earl Howe            | Tim Birkin         | Tim Birkin         | Alfa Romeo 8C 2300LM               | 3017,65 km    | –                     | –                       | –                    | –                              | –                              | –                              |
| 1955         | 3.               | 1932–1955        | 13,492 km        | Mike Hawthorn        | Ivor Bueb          | Ivor Bueb          | Jaguar D-Type                      | 4135,38 km    | Mike Hawthorn         | Jaguar D-Type           | 4:06,600             | –                              | –                              | –                              |
| 1967         | 4.               | 1956–1967        | 13,461 km        | Dan Gurney           | A.J. Foyt          | A.J. Foyt          | Ford GT40 Mk.IV                    | 5232,90 km    | Mario Andretti        | Ford GT40 Mk.IV         | 3:23,600             | Bruce McLaren                  | Ford GT40 Mk.IV                | 3:24,040                       |
| 1971         | 5.               | 1968–1971        | 13,469 km        | Helmut Marko         | Gijs van Lennep    | Gijs van Lennep    | Porsche 917K                       | 5335,31 km    | Jackie Oliver         | Porsche 917LH           | 3:18,400             | Jackie Oliver                  | Porsche 917LH                  | 3:13,600                       |
| 1978         | 6.               | 1972–1978        | 13,640 km        | Jean-Pierre Jaussaud | Didier Pironi      | Didier Pironi      | Alpine A442B                       | 5044,53 km    | Jean-Pierre Jabouille | Alpine A442B            | 3:34,200             | Jacky Ickx                     | Porsche 936                    | 3:27,600                       |
| 1985         | 7.               | 1979–1985        | 13,626 km        | Klaus Ludwig         | Paolo Barilla      | Louis Krages       | Porsche 956C                       | 5088,51 km    | Jacky Ickx            | Porsche 962             | 3:25,100             | Hans-Joachim Stuck             | Porsche 962                    | 3:14,800                       |
| 1986         | 8.               | 1986             | 13,528 km        | Derek Bell           | Hans-Joachim Stuck | Al Holbert         | Porsche 962                        | 4972,73 km    | Klaus Ludwig          | Porsche 956             | 3:23,300             | Jochen Mass                    | Porsche 962                    | 3:15,990                       |
| 1988         | 9.               | 1987–1989        | 13,535 km        | Johnny Dumfries      | Andy Wallace       | Jan Lammers        | Jaguar XJR-9 LM                    | 5332,79 km    | –                     | –                       | –                    | –                              | –                              | –                              |
| 1988         | 9.               | 1987–1989        | 13,535 km        | –                    | –                  | –                  | –                                  | –             | Alain Ferté           | Jaguar XJR-9 LM         | 3:21,270             | Jean-Louis Schlesser           | Sauber C9                      | 3:15,040                       |
| 1992         | 10.              | 1990–1996        | 13,600 km        | –                    | –                  | –                  | –                                  | –             | –                     | –                       | –                    | Philippe Alliot                | Peugeot 905                    | 3:21,209                       |
| 1993         | 10.              | 1990–1996        | 13,600 km        | Geoff Brabham        | Éric Hélary        | Christophe Bouchut | Peugeot Evo 1C                     | 5100,00 km    | Eddie Irvine          | Toyota TS010            | 3:27,470             | –                              | –                              | –                              |
| 1999         | 11.              | 1997–2001        | 13,605 km        | –                    | –                  | –                  | –                                  | –             | Ukyō Katayama         | Toyota GT-One           | 3:35:032             | Martin Brundle                 | Toyota GT-One                  | 3:29,930                       |
| 2000         | 11.              | 1997–2001        | 13,605 km        | Emanuele Pirro       | Frank Biela        | Tom Kristensen     | Audi R8                            | 5008,00 km    | –                     | –                       | –                    | –                              | –                              | –                              |
| 2002         | 12.              | 2002–2005        | 13,650 km        | –                    | –                  | –                  | –                                  | –             | Tom Kristensen        | Audi R8                 | 3:33:483             | Rinaldo Capello                | Audi R8                        | 3:29,905                       |
| 2004         | 12.              | 2002–2005        | 13,650 km        | Seiji Ara            | Rinaldo Capello    | Tom Kristensen     | Audi R8                            | 5170,00 km    | –                     | –                       | –                    | –                              | –                              | –                              |
| 2006         | 13.              | 2006             | 13,650 km        | Frank Biela          | Emanuele Pirro     | Marco Werner       | Audi R10 TDI                       | 5187,00 km    | Tom Kristensen        | Audi R10 TDI            | 3:31,211             | Rinaldo Capello                | Audi R10 TDI                   | 3:30,466                       |
| 2010         | 14.              | 2007 – 2017      | 13,629 km        | Timo Bernhard        | Romain Dumas       | Mike Rockenfeller  | Audi R15 TDI Plus                  | 5410,71 km    | –                     | –                       | –                    | –                              | –                              | –                              |
| 2015         | 14.              | 2007 – 2017      | 13,629 km        | –                    | –                  | –                  | –                                  | –             | André Lotterer        | Audi R18 e-tron quattro | 3:17.475             | Neel Jani                      | Porsche 919 Hybrid             | 3:16,887                       |
| 2017         | 14.              | 2007 – 2017      | 13,629 km        | –                    | –                  | –                  | –                                  | –             | –                     | –                       | –                    | Kamui Kobayashi                | Toyota TS050 Hybrid            | 3:14,791                       |
| 2018         | 15               | ab 2018          | 13,626 km        |                      |                    |                    |                                    |               |                       |                         |                      |                                |                                |                                |

## Circuit Bugatti

Circuit Bugatti

Der permanente, im Uhrzeigersinn zu befahrende Zusatzkurs der 13,626 km langen Traditionsrennstrecke Circuit de la Sarthe wurde 1965 mit einer Länge von 4,422 km eröffnet, dient unter anderem als Austragungsort des Großen Preises von Frankreich im Rahmen der Motorrad-Weltmeisterschaft und war bis 2008 Gastgeber der DTM.
Der nach dem Automobilkonstrukteur Ettore Bugatti benannte Circuit Bugatti wurde von Chefingenieur Charles Deutsch entworfen, der hauptberuflich bei der französischen Straßenbauverwaltung arbeitete und nebenbei Teilhaber eines Unternehmens zur Konstruktion von Rennwagen war. Deutsch nutzte für seine Streckenauslegung die Zielgerade und angrenzende Fahrbahnteile der Strecke, auf der das 24-Stunden-Rennen von Le Mans ausgetragen wurde. Hinter den gemeinsam genutzten Boxenanlagen und dem Fahrerlager entwarf er eine neue Sektion mit sechs langsamen bis mittelschnellen Kurven und einer Haarnadelkurve vor der Rückkehr auf die traditionelle Le-Mans-Strecke.